# Xaxim (Santa Catarina)
Xaxim é um município do estado de Santa Catarina, no Brasil. Sua população, conforme a contagem do Censo Demográfico de 2022, é de 31.918 habitantes.
Localiza-se a uma latitude 26º57'42" sul e a uma longitude 52º32'05" oeste, estando a uma altitude de 791 metros.

## Topônimo
Ao longo do tempo, muitos nomes precederam este topônimo: Chachi (a ocupação demográfica era dos kaigangs que viviam do extrativismo vegetal), Bandas dos Xaxim, Passo do Xaxim, Pouso do Xaxim (a ocupação era dos caboclos que viviam do tropeirismo, extrativismo, agricultura e pecuária de subsistência). 
Porém, a origem do nome Xaxim tem várias hipóteses. Como antes de ser colonizada a região que constitui hoje o município era pouso de tropeiros que vinham dos campos de Palmas e se dirigiam para Passo Fundo e Nonoai, os tropeiros chamavam de "as bandas de xaxim", substantivo comum da árvore deste nome, que existia em grande quantidade na região.
Há também uma versão de que um velho kaigang, ao passar por aqui, se deparou com o término do sal que possuía. Assim, ele disse em sua língua aos índios que o acompanhavam, "xá xi", que significa pouco, pequeno, originando assim, o nome Xaxim. Outra versão é a que conta sobre o negro africano chamado Josezinho Xaxim. Este lugar, em sua homenagem, teria ganho o nome Xaxim.
A versão mais verossímil, contudo, parece ser a que indica que a origem da palavra é mesmo o idioma Kaigang, haja vista, inclusive, a semelhança do nome com o de outros municípios geograficamente pertencentes à região historicamente habitada pelos kaigangs, como: Campo Erê (campo de pulgas), Nova Erechim (campo pequeno), Xanxerê (campo de cascavel), todos, portanto, com denominações etimologicamente ligadas a essa língua indígena. Desse idioma tem-se que "xa" significa cachoeira e "xim" significa pequeno. Xaxim, portanto, significa pequena cachoeira, cachoeirinha.   

## História

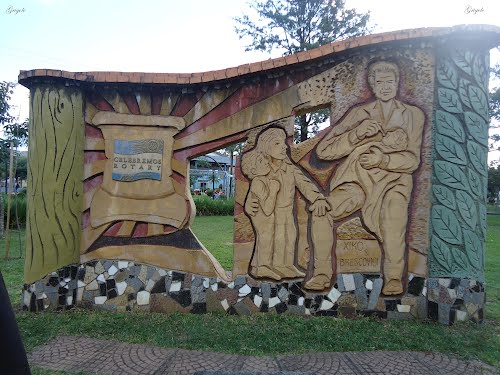
Monumento aos 100 anos do Rotary International.

Para entender os aspectos mais significativos da história do município de Xaxim é preciso investigar um contexto mais amplo, que explica a colonização do Sul do país. Xaxim foi uma área de passagem de bandeirantes e tropeiros, pois era o caminho para São Paulo, Paraná e Rio Grande do Sul. Em 1928, chegou um imigrante do sul, o caboclo Francisco Franciliano da Silva, que encontrou na vila que aqui existia aproximadamente dez famílias e no Jacu, hoje Distrito de Diadema, outras tantas famílias. Entre elas, as do Veloso dos Santos, Mourão, Camargo e Topázio. Alguns tinham lotes militares, outros eram posseiros. 
As pessoas que aqui viviam eram caboclas e tinham uma economia de subsistência rudimentar. Plantavam milho, mandioca, batata, feijão preto e abóbora e extraíam erva dos ervais nativos, vendendo-os aos compradores de passagem ou a Antonio Cavalheiro, de Xanxerê, que com sua tropa resgatava o produto. Podemos dizer que Xaxim foi povoado por duas frentes pioneiras. Uma delas é a povoação por pessoas vindas dos campos de Guarapuava, de onde vieram Josezinho Xaxim, um negro africano, assim apelidado por causa de seu cabelo "garradinho", que veio para cá em 1865 e se estabeleceu com sua família, após sair de Guarapuava, Paraná. A outra frente é a das pessoas vindas do Rio Grande do Sul, com os italianos, austríacos, irlandeses, poloneses, ucranianos, tchecos, eslavos e alemães. 
Em diversas regiões do Sul do Brasil, como consequências da economia tropeira, se formaram núcleos de caboclos ao longo do caminho por onde transitavam as tropas e seus condutores. Assim, surgiu o ponto de pouso Passo do Xaxim, localizado na Fazenda Rodeio Bonito. Essas terras, chamadas devolutas, foram doadas pelo governo estadual para a colonizadora Bertaso, Maia & Cia, que posteriormente foram vendidas aos Irmãos Lunardi. A sub-colonizadora dos Irmãos Lunardi, formada em 1920 e extinta em 1934, continuou através de Luiz Lunardi (primeiro prefeito eleito em Xaxim), promovendo a ocupação desse território. 
As companhias colonizadoras contribuíram para a ocupação efetiva do espaço geográfico. As empresas imobiliárias no Oeste de Santa Catarina promoviam a abertura de estradas e pontes, criando a estrutura necessária ao desenvolvimento da região. O distrito de Xaxim inseriu-se nesse contexto. 
A colonização de Xaxim iniciou com a compra, pela Colonizadora Irmãos Lunardi, das mil colônias de terra denominadas Fazenda Rodeio Bonito, em 1920. Até então, estas terras pertenciam a Bertaso, Maia & Cia, que as adquiriram de uma concessão do governo do estado de Santa Catarina por terem construído a estrada de Passo Goyo-Em à Passo dos Índios. 
Em 13 de janeiro de 1921, esta região passa à categoria de Distrito, com a denominação de Hercílio Luz, em homenagem ao então governador. A partir da abertura de uma casa comercial e com a implantação da Colonizadora, o local começou a atrair mais colonos e com a saturação eminente das colônias riograndenses, iniciou-se um período de grande processo. 
Nesta época predominavam o comércio de exploração de erva-mate e de madeira. Ainda hoje, essa forma de comércio é grande responsável pela economia local. Em 1929, o Distrito de Hercílio Luz passa a denominar-se Xaxim. Com a Revolução de 1930, as dificuldades aumentaram por algum tempo, devido ao medo e aos danos financeiros que os revolucionários causaram a alguns colonos, saqueando-lhes os cavalos, mulas e outros animais. Isto fez com que muitos colonos voltassem as suas cidades de origem.
Em 1938, Xaxim é elevado à categoria de Vila. Terminados os problemas com a Revolução, em 1942 já se pode notar expansão do comércio. Havia cinco casas comerciais de gêneros alimentícios, quatro serrarias a vapor para exploração de madeira, uma ferraria, uma selaria, uma alfaiataria e casa de pasto, uma farmácia, um bar, uma fábrica de cerveja e gasosa, um hotel, uma fábrica de engarrafamento de aguardente, uma sapataria e um frigorífico de suínos e derivados.
O recenseamento de 1950 aponta uma população de 5.565 habitantes. Em 1953, Xaxim é elevado à categoria de município, desmembrando-se de Chapecó pela Lei Estadual número 133, de 30 de dezembro. O contexto político que possibilitou a emancipação de Xaxim esteve influenciado pelas forças econômicas locais representadas principalmente pela família Lunardi, detentora de alguns dos maiores grupos econômicos regionais do Oeste catarinense: o Frigorífico Diadema e André Lunardi & Cia. 
A emancipação política de Xaxim foi decretada em 20 de fevereiro de 1954, tomando posse Laurindo Dário Lunardi, o primeiro prefeito nomeado pelo governo estadual. Em 1962, Xaxim passa à categoria de comarca (circunscrição judiciária). 

## Características

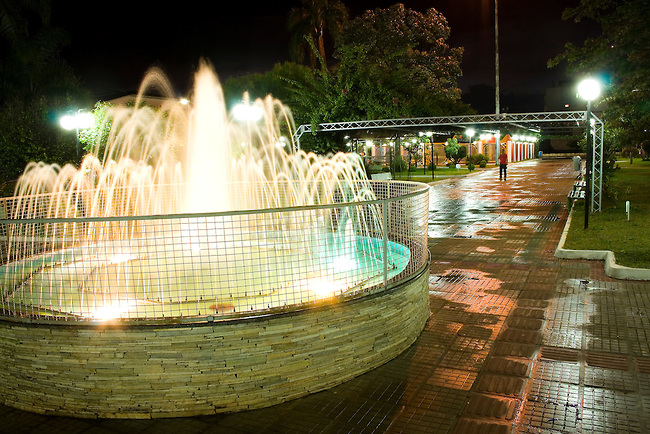
Antigo chafariz da praça Frei Bruno

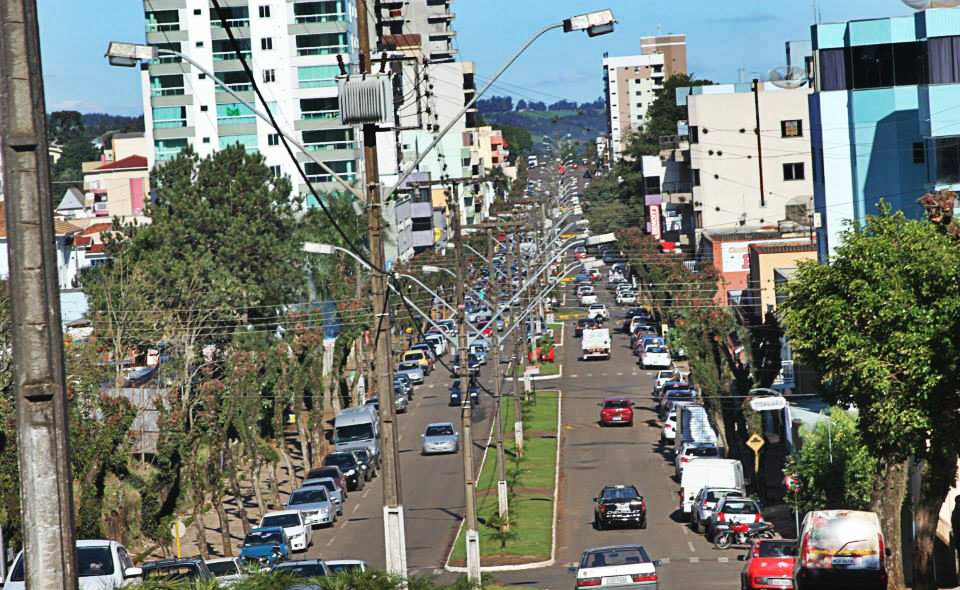
Av. Plínio Arlíndo de Nes, no centro.

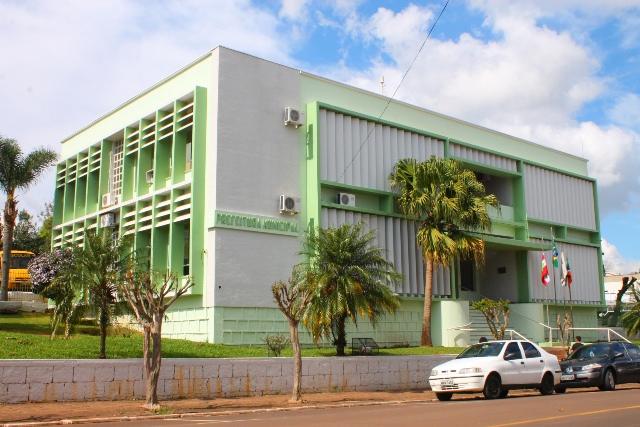
Prefeitura Municipal

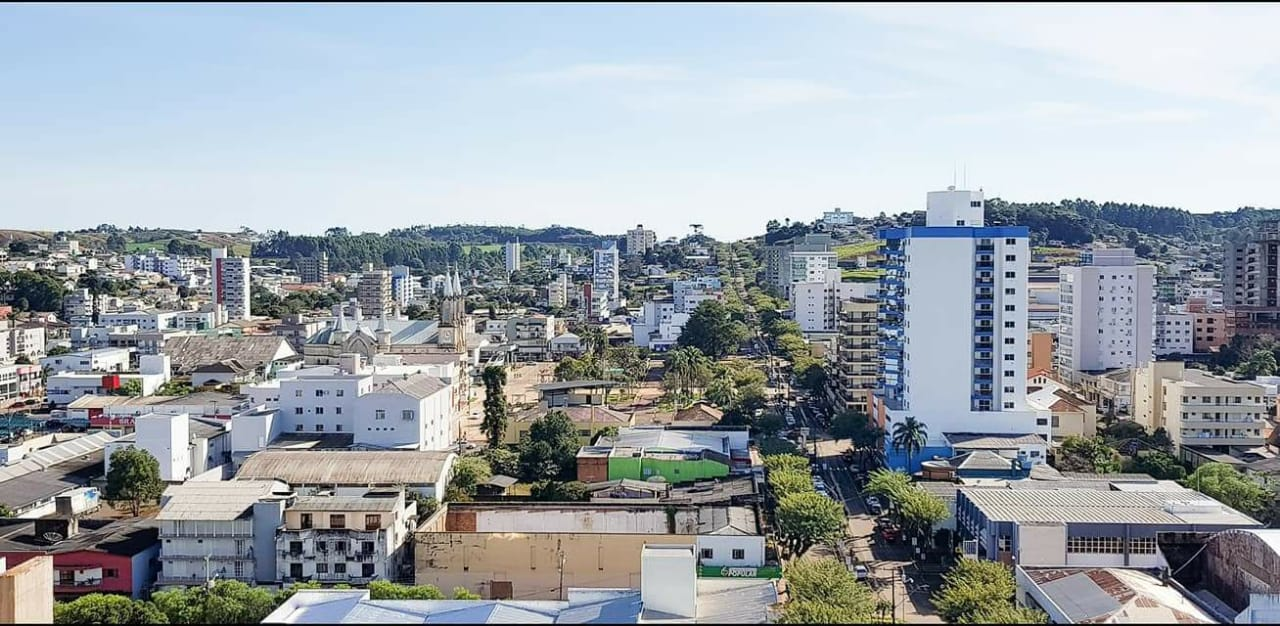
Região central da cidade

Conhecida como Coração Verde do Oeste, Xaxim preza pela preservação ambiental e a sadia qualidade de vida. Ruas arborizadas, praças e áreas verdes dão a tônica.
Xaxim é o terceiro no Brasil em Exportação de Frangos Frescos e Congelados.
Xaxim tem sua economia baseada na agropecuária e na agroindústria, possuindo cerca de 1.300 propriedades rurais, 95% das quais são minifúndios com menos de 50ha, com diversificação de culturas. O milho continua sendo a principal lavoura, com uma produção de quase 6.000.000 toneladas. A cada ano, entretanto, é maior a variedade de culturas, entre elas a soja, a erva-mate, hortifrutigranjeiros, feijão, arroz e trigo, bem como a produção de leite e a criação de frangos e suínos. A maioria da população de Xaxim reside na zona urbana, prestando serviço às agroindústrias, principalmente à empresa Aurora, sediada na cidade. É o 6° município do Estado em produção agropecuária, o 3° em exportação de aves do Brasil e o 27º em retorno do ICMS em Santa Catarina. Para evitar o êxodo rural, a Secretaria de Agricultura de Xaxim desenvolve vários programas, entre eles projetos de reflorestamento, piscicultura, produção leiteira e de correção do solo. A prefeitura também se responsabilizou pelo trabalho de terraplanagem para a construção de aviários e abertura de estradas, como forma de incentivar a atividade agropecuária. Outro orgulho da cidade é a Sociedade Ecológica e do Meio Ambiente de Xaxim, Semax, organização não-governamental ambientalista e sem fins lucrativos fundada em maio de 1988 e que tem como objetivo a defesa do meio ambiente, promovendo atividades de preservação e recuperação dos recursos naturais. Criada e administrada por moradores do município, a Semax tem se destacado como uma das entidades ecológicas mais atuantes do Estado, integrando a rede de ONGs do Mercosul.
Possui uma área de 294,715 km².
Data festiva - outubro (Rodeio Crioulo), fevereiro (Semana do Município), março (ExpoXaxim), Carnaval regional e junho (Dia de São Luiz Gonzaga, padroeiro do município).
Principais atividades econômicas: Agropecuária e agroindústria.
Localização - Oeste, Alto Irani, na Microrregião de Xanxerê, a 556 km de Florianópolis.
Clima - Mesotérmico úmido, com verão quente e temperatura média de 17,2 graus centígrados.

## Turismo
Igreja São Luiz Gonzaga

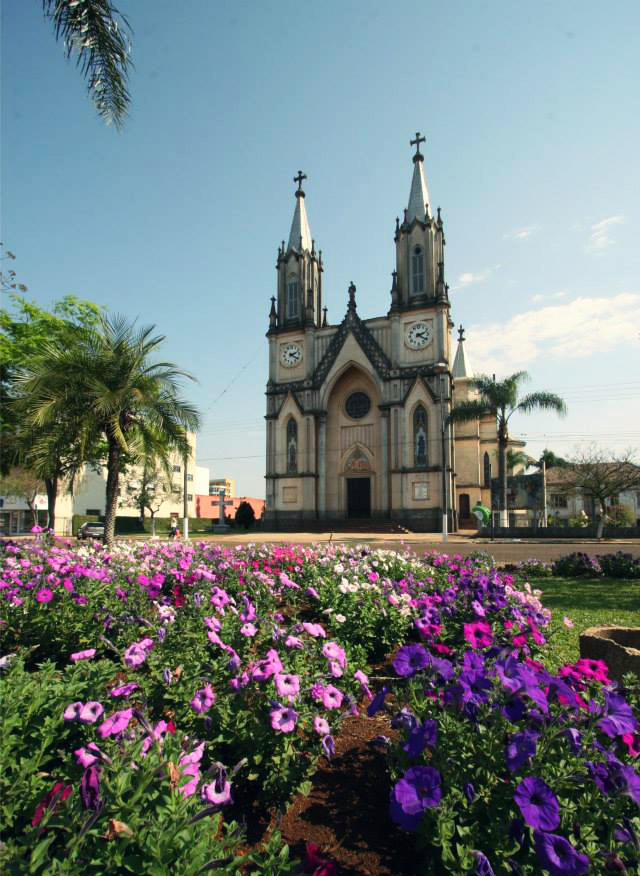
Igreja Matriz São Luiz Gonzaga

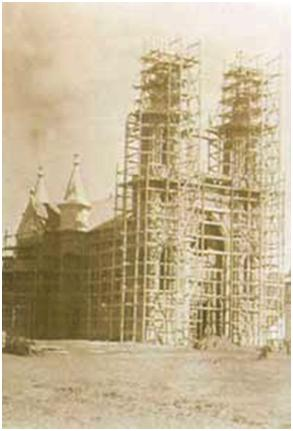
Construção da Igreja Matriz em 1947

Em 1941, Frei Plácido lançou a ideia de construir uma igreja de alvenaria. A planta foi feita por Ticiano Betanin, de Guaporé (RS) e, no ano de 1947, com o lançamento da Pedra Fundamental se concretiza mais um ideal comunitário. Frei Bruno era o vigário da época, mas foi Frei Mário Kneipp quem coordenou a construção, realizada graças às doações e mutirões dos paroquianos. Nesta fase, foi organizado o “Livro Ouro”, onde eram registradas as doações acima de 10 mil contos de réis. Os fabriqueiros, nome que se dava para os membros da diretoria paroquial, que na época eram Ildelfonso Lopes da Silva, Segismundo Nardi, Adolfo Lunardi, Ângelo Mella, Belarmino Zorzetto e Bortolo Botan, também ajudavam nos serviços paroquiais. Para agilizar os trabalhos, foram formadas comissões para cada atividade, como compras, construção e outras. No dia 6 de janeiro de 1951, a igreja foi inaugurada, com a presença do bispo e crisma.
Segundo relato de Emílio Zanon, responsável pela pintura interna da Igreja Matriz, as cores foram obtidas misturando cal, corante e o líquido extraído da planta chamada cactus, que dava a liga. Ele mesmo misturava os ingredientes até chegar à tonalidade desejada.

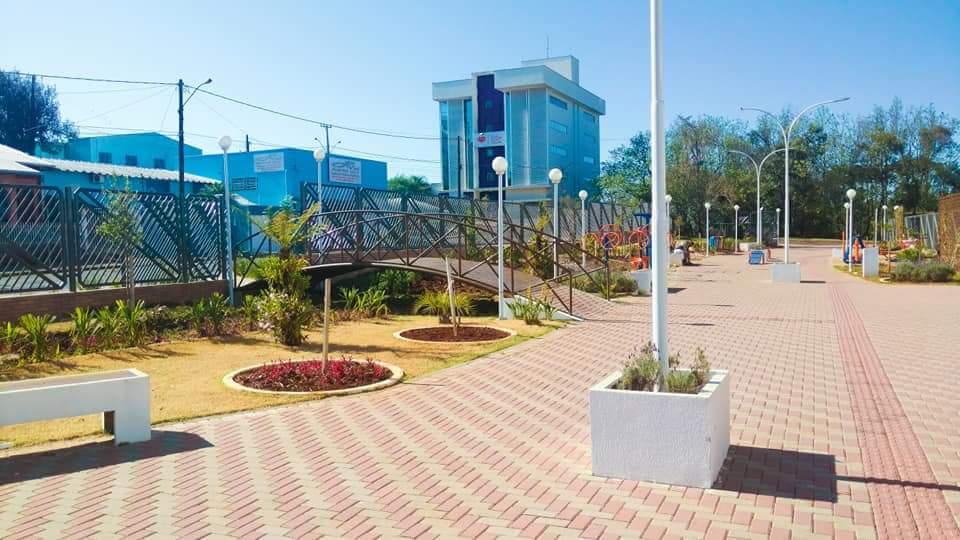
Praça Domingos Faé

Em junho de 1993, Emílio Zanon voltou a Xaxim para restaurar sua obra. Mesmo com a ajuda da tecnologia, ele encontrou grandes dificuldades para reproduzir alguns tons, como dos pilares internos, que lembravam o dourado.
Gruta e trilha ecologica Pavan
A propriedade da família Pavan possui cinco grutas naturais em meio a mata nativa.
ExpoXaxim
Segunda maior feira de exposições do oeste catarinense e quinta maior do estado de Santa Catarina.

## População

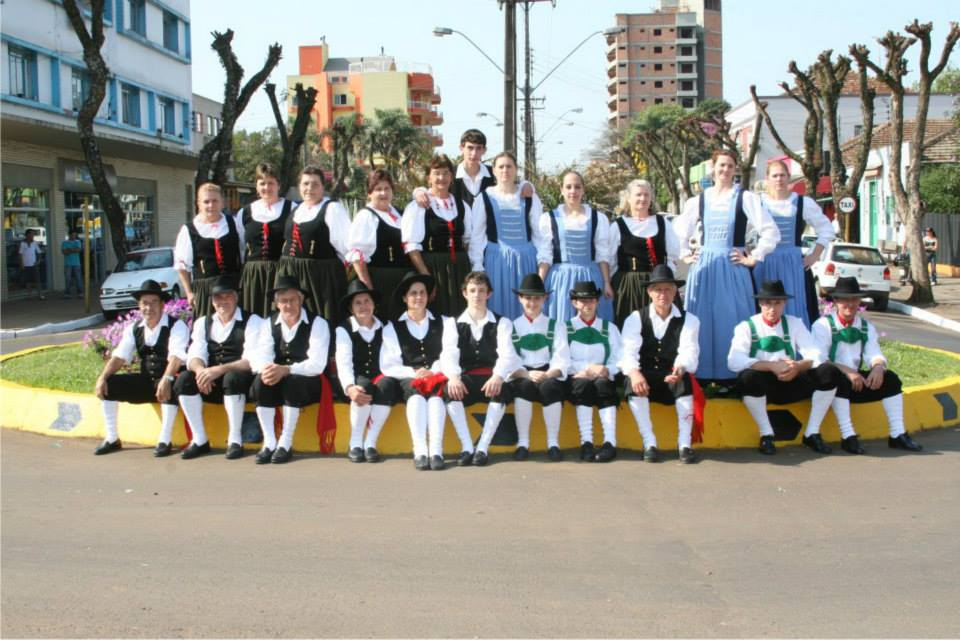
Descendentes Alemães no Desfile Cívico de 7 de Setembro

População em 2015: 27,921 
Homens: 13,728
Mulheres: 13,902
Colonização: Italiana e Alemã
| Idade       | População |
| ----------- | --------- |
| 0 a 9       | 3,425     |
| 10 a 19     | 4,775     |
| 20 a 29     | 5,212     |
| 30 a 39     | 4,309     |
| 40 a 49     | 4,145     |
| 50 a 59     | 3,008     |
| acima de 60 | 3,047     |

## Meios de Comunicação

### Televisão[6]

#### Analógico
- 5 VHF - NSC TV Chapecó (TV Globo)
- 9 VHF - NDTV Chapecó (RecordTV)

#### Digital
- 10.1 (30 UHF) - NDTV Chapecó (RecordTV)
- 12.1 (40 UHF) - NSC TV Chapecó (TV Globo)